# Atak (obraz Edvarda Isto)
Atak (fiń. Hyökkäys) – obraz olejny namalowany przez fińskiego malarza Edvarda Isto w 1899 roku, znajdujący się w zbiorach Fińskiego Muzeum Narodowego w Helsinkach. 

## Opis
Atak to jeden z najbardziej znanych fińskich obrazów na temat oporu Finów przeciwko rusyfikacji Finlandii i mieszaniu się Imperium Rosyjskiego w prawo Wielkiego Księstwa Finlandii. Młoda kobieta z jasnymi włosami i w białej sukni będąca personifikacją Finlandii, stoi na kamienistej plaży, na tle wzburzonego morza. Niebieska tkanina, która przywiązana jest do złotego pasa z herbem Finlandii na sprzączce, trzepocze na wietrze. W uniesionych dłoniach kobiety widoczna jest duża księga z napisem „LEX” (prawo) na okładce. Księga zostaje zaatakowana przez pikującego dwugłowego orła symbolizującego Rosję, który dziobem i szponami chce ją rozedrzeć na strzępy i zranić kobietę. U dołu po prawej widoczny jest stojak pod księgę który zapadł się w ziemię, razem z rozżarzonym węglem. Dopełnieniem kompozycji jest ciemnoszare i zachmurzone niebo.
Obraz zdobył rozgłos nie tylko w Finlandii, ale również w pozostałej części kontynentu. Wzorem dla kobiety na obrazie była Emma Kyöstäjä, która podobnie jak Isto pochodziła z Alatornio. Jesienią 1899 roku obraz został potajemnie wystawiony w willi w dzielnicy Kaivopuisto w Helsinkach. Edvard Isto uciekł z obrazem i wykonanymi odbitkami dzieła przez Szwecję do Niemiec, gdzie w Berlinie wydrukował kolejne odbitki o wymiarach 48 × 37,5 centymetrów. Ponadto obraz pojawił się na pocztówkach w co najmniej sześciu wydaniach, z których jedno zawierało rosyjskie teksty. Alex Federley stworzył pocztówkową wariację obrazu, w której dwugłowy orzeł się poddał i odleciał, pozostawiając kobietę z nienaruszoną księgą.
W 1900 roku Isto zaniósł obraz na plebanię w Alatornio, ale ze względów bezpieczeństwa musiał go przenieść z powrotem do Szwecji. Kilka lat później próbował pozbyć się obrazu, sprzedając go na loterii, ale kobieta z Helsinek, która wygrała obraz, nie odważyła się go przyjąć. Tak więc Isto odkupił od niej obraz i sprzedał go biznesmenowi z Luleå, skąd został przekazany radnemu miejskiemu Niilo Helanderowi w Heinola. Wdowa po radnym przekazała obraz agencji pielęgnującej fińskie dziedzictwo kulturowe. 